# La sonata del silencio
La sonata del silencio és una sèrie de televisió espanyola produïda per RTVE que es va emetre en La 1 i que adapta La sonata del silencio, la novel·la de Paloma Sánchez-Garnica. És protagonitzada per Marta Etura, Eduardo Noriega, Daniel Grao, Fran Perea, Lucía Jiménez, entre d'altres. La primera i única temporada consta de 9 episodis d'aproximadament 70 minuts cadascun, es va estrenar el 13 de setembre de 2016 i va finalitzar l'1 de novembre de 2016.

## Sinopsi
L'acció ens situa al Madrid de 1946, en plena postguerra. Els Figueroa i els Montejano són dues famílies enfrontades que viuen en el mateix edifici de la madrilenya Plaza del Ángel i per a les quals la guerra va suposar un parèntesi. Els Figueroa ho tenen tot, i els Montejano ho van tindre tot i ara tracten de sobreviure.
Totes dues famílies exposen les seues pròpies desgràcies i alegries davant la mirada i el judici de la resta de veïns, sent l'immoble testimoni de com és el seu dia a dia, la seua història, el seu passat i les relacions -a vegades tèrboles- entre ells.
La protagonista principal de La sonata del silencio és Marta Ribas (Marta Etura), una dona intel·ligent, culta i de bon cor que es veu oprimida pel masclisme imperant en l'època, del qual tractarà d'alliberar-se. Al seu costat està la seua filla Elena (Claudia Traisac), que haurà de lluitar per a complir els seus desitjos a l'hora de triar la vida que vol portar.

## Repartiment

### Repartiment principal
- Marta Etura - Marta Ribas
- Eduardo Noriega - Don Rafael Figueroa
- Daniel Grao - Antonio Montejano
- Lucía Jiménez - Doña Virtudes Molina
- Fran Perea - Mauricio Canales
- Claudia Traisac - Elena Montejano
- Joel Bosqued - Basilio Figueroa
- Fernando Soto - Próculo Calasancio
- Chani Martín - Eutimio Granados
- Javier Godino - Camilo
- Jaume García Arija - Doctor Torres
- Ben Temple - Kaiser
- Dani Luque - Dionisio

### Col·laboració especial de
- Mabel Rivera - Doña Fermina
- Gracia Olayo - Juana

### Repartiment secundari
- Agnés Llobet - Virtuditas
- Giussepe Zeno - Flavio
- Clara de Ramón - Julita
- Maria Rosaria Omaggio - Roberta Moretti
- Mari Carmen Sánchez - Celia Baldomero
- Nicolás Coronado - Hanno
- Patxi Freytez - Pepe Mateos
- Francisco Vidal - Críspulo
- Manu Fullola -  Juan
- Raúl Alberto Mediero Rodríguez -  Falangista en estación tren

## Episodis i audiències
| Temporada | Temporada | Episodis | Estrens                | Final                 | Audiència mitjana | Audiència mitjana | Audiència mitjana |
| Temporada | Temporada | Episodis | Estrens                | Final                 | Espectadors       | Quota             |                   |
| --------- | --------- | -------- | ---------------------- | --------------------- | ----------------- | ----------------- | ----------------- |
|           | 1         | 9        | 13 de setembre de 2016 | 1 de novembre de 2016 | 1 632 000         | 10,3%             |                   |

### Temporada única (2016)
| N.º (serie) | N.º (temp.) | Títol           | Director(s)    | Data d'emissió         | Audiència         |
| ----------- | ----------- | --------------- | -------------- | ---------------------- | ----------------- |
| 1           | 1           | «Marta»         | Iñaki Peñafiel | 13 de setembre de 2016 | 1 893 000 (11,4%) |
| 2           | 2           | «Elena»         | Iñaki Peñafiel | 20 de setembre de 2016 | 1 469 000 (9,0%)  |
| 3           | 3           | «Roberta»       | Peris Romano   | 27 de setembre de 2016 | 1 625 000 (9,5%)  |
| 4           | 4           | «Virtuditas»    | Peris Romano   | 4 d'octubre de 2016    | 1 688 000 (9,9%)  |
| 5           | 5           | «Fermina»       | Peris Romano   | 11 d'octubre de 2016   | 1 560 000 (9,5%)  |
| 6           | 6           | «Julita»        | Iñaki Peñafiel | 18 d'octubre de 2016   | 1 591 000 (9,5%)  |
| 7           | 7           | «Rafael»        | Iñaki Peñafiel | 25 d'octubre de 2016   | 1 743 000 (10,3%) |
| 8           | 8           | «Antonio»       | Iñaki Peñafiel | 25 d'octubre de 2016   | 1 525 000 (13,6%) |
| 9           | 9           | «Marta y Elena» | Iñaki Peñafiel | 1 de novembre de 2016  | 1 595 000 (9,7%)  |